# Lotus (automerk)
Lotus is een Britse sportwagenfabrikant gevestigd te Hethel (Norfolk).

## Geschiedenis

### Oprichting
In 1948 werd de eerste Lotus gebouwd die door ingenieur Colin Chapman in de trials competitie werd ingezet. Dat was de Lotus Mark I. In 1949 werd die opgevolgd door de Mark II en in 1951 volgde de Mark III. Dankzij het succes in de competitie beginnen er bestellingen voor kopieën binnen te komen.
In 1952 richtte Colin Chapman zijn eigen automerk op onder de naam Lotus Engineering. De Mark IV werd gebouwd en deze werd ontwikkeld als eerste Lotus voor op de gewone weg. Zijn idee was om de auto's zo licht mogelijk te houden. Dat deed hij door slim toegepaste technologie (bv. zelfdragende carrosserie), door vernieuwende technologie (bv. aluminium chassis) en door er alles uit te laten dat overbodig was (bv. stuurbekrachtiging).
Op 16 december 1982 overleed Colin Chapman op 54-jarige leeftijd.

### Seriewagens en Formule 1
In 1954 begon de ontwikkeling van de Mark VIII die een aerodynamisch koetswerk kreeg. Met die auto werd een snelheid van 200 km/u gehaald.
In 1955 wordt de bedrijfnaam veranderd in Lotus Cars en doet de Mark IX mee aan de 24 uur van Le Mans. Een jaar later wordt de Lotus Eleven geïntroduceerd waarvan tot 1960 270 stuks werden verkocht. Tevens wordt de 1ste Formule-wagen; de 12, een F2 die later ook in F1 ingezet werd, ontwikkeld.
In 1957 werd de beroemde Lotus Seven geïntroduceerd. Het ontwerp bleek zeer succesvol.
Ook verbaasde Lotus de wereld in 1957 met de Lotus Elite vanwege het aerodynamisch ontwerp van de seriewagen.
Vanaf 1958 deed Lotus mee aan haar 1ste Grote Prijs Formule 1 met de Lotus 12. In 1959 werd te Cheshunt, Hertfordshire (Groot-Brittannië) een nieuwe fabriek geopend. Weer een jaar later behaalde Lotus met Stirling Moss haar 1ste Grand Prix-zege met de Lotus 18.
In 1962 werd de Elan gelanceerd die tot 1973 in productie bleef. Het volgende jaar won Lotus met Jim Clark haar 1ste Formule 1-kampioenschap. In 1966 werd de Europa geïntroduceerd.
Ook een sportieve bewerkte uitvoering van de Ford Cortina als Lotus Cortina werd een groot succes.

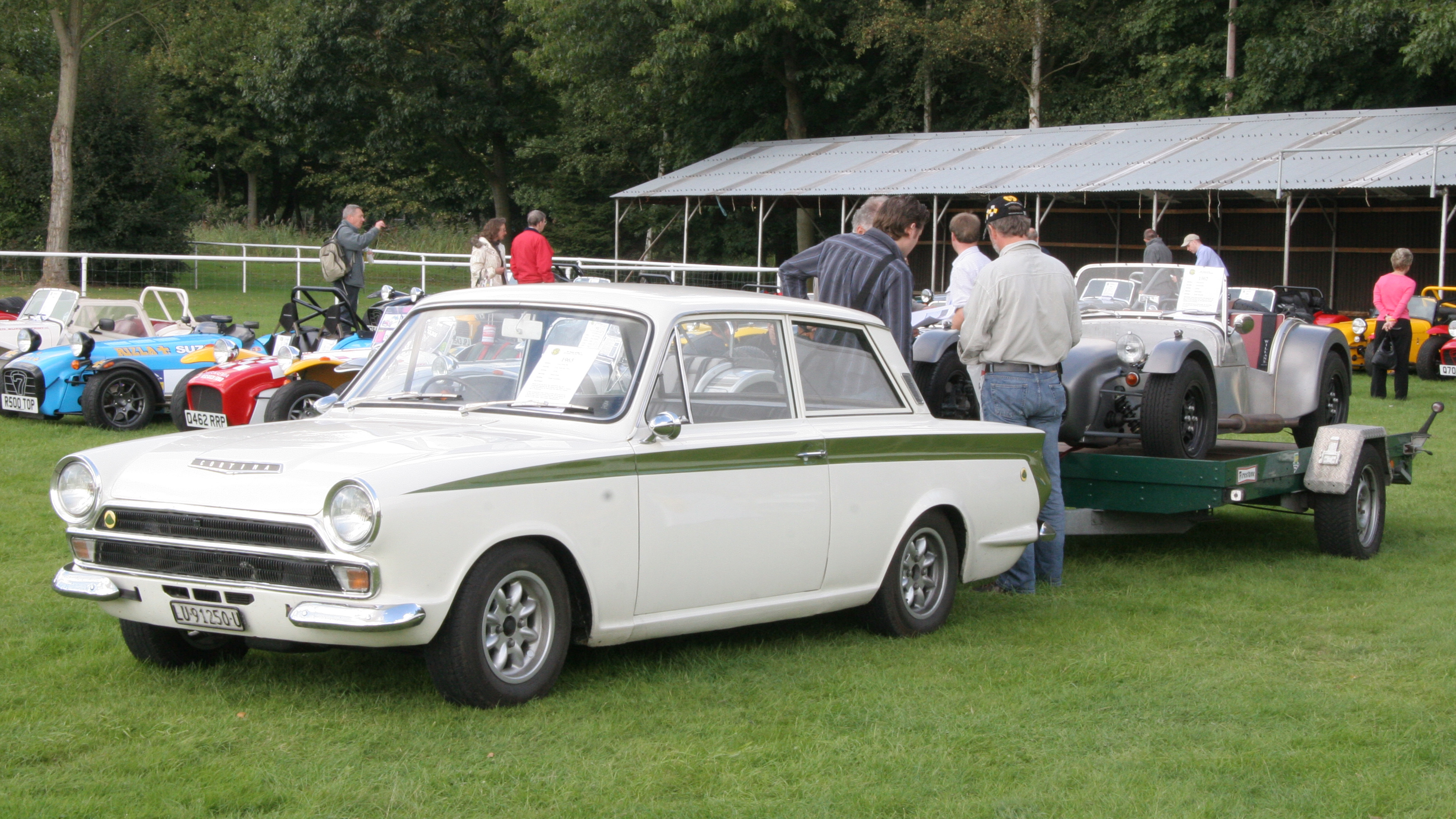
Lotus Cortina met zijn kenmerkende groene streep

In het begin van 1975 werd de nieuwe Elite voorgesteld. Later dat jaar zouden de Esprit en de Eclat hun intrede doen. De Eclat was een restyling van de nieuwe Elite voor de Amerikaanse markt, die de achterkant niet mooi vond. Later werd deze omgedoopt tot de Sprint, waarmee gebroken werd met de traditie om alle namen met een "E" te laten beginnen. In 2003 werd de laatste Esprit geproduceerd.

### Publiciteit
Colin Chapman wist altijd handig in te spelen op de publiciteit. Zo werden de Lotus Elan en de Lotus Europa door de dames Emma Peel en Tara King gebruikt in de serie The Avengers. De Lotus Seven werd door Patrick McGoohan gebruikt in de serie The Prisoner en ook de Lotus Esprit kwam voor in de James Bondfilms The Spy Who Loved Me en in For Your Eyes Only.
Eind 2006 werd de nieuwe Lotus Europa S voorgesteld, een minder extreme versie van de Lotus Elise/Exige. De Lotus Europa S heeft een 2-liter turbomotor van Opel en weegt 995 kg. Hij is standaard uitgerust met ABS, maar heeft geen stuurbekrachtiging.
In juli 2019 werd de Lotus Evija, een elektrisch aangedreven voertuig, aan het publiek getoond. De Evija heeft een motorvermogen van 2000 pk. In 2021 kwam het voertuig in de productie. In hetzelfde jaar werd de productie van de Elise, Exige en Evora gestaakt.

### Samenwerking
Lotus werkte ook vaak met andere autofabrikanten samen, vooral om motoren te tunen. In 1978 sloot Lotus een overeenkomst met De Lorean voor de vervolmaking van het ontwerp van de De Lorean DMC-12, door het leveren van ontwerp- en ontwikkelingsexpertise.

## Eigenaren
In 1985 werd het bedrijf herdoopt tot Group Lotus en het jaar daarop volledig overgenomen door het Amerikaanse General Motors. Nog een jaar later richtte Lotus in de Verenigde Staten het bedrijf Lotus Cars USA op dat de distributie en marketing in dat land verzorgt.
In 1993 verkocht General Motors Lotus aan het Franse Bugatti en drie jaar later nam het Maleisische DRB-HICOM een meerderheidsparticipatie in Lotus. In 1995 presenteerde het de Lotus Elise. In 1998 nam de Maleisische autobouwer Proton een belang van 16,25%.
Later dat jaar, op 12 september, vierde de constructeur de 50ste verjaardag van haar eerste auto. 2000 Lotus-wagens en 10.000 Lotus-bezitters kwamen naar het feest. In diezelfde maand opende Lotus een nieuw testcentrum in Hethel.
In 2005 werd Lotus door Proton gesplitst in een Group Lotus en een Lotus Engineering.
In 2012 werd Proton overgenomen door DRB-HICOM en zo is Lotus opnieuw bezit van DRB-HICOM. Medio 2017 werd de moedermaatschappij van de Chinese autofabrikant Geely grootaandeelhouder in Proton en kreeg daarmee  ook het meerderheidsbelang van 51% in Lotus in handen.
In juni 2025 maakte grootaandeelhouder Geely drastische maatregelen bekend om de financiële resultaten van Lotus te verbeteren, waaronder de mogelijk sluiting van de fabriek in Hethel. Lotus leidt verlies omdat er weinig auto's worden verkocht, hoge investeringen om elektrische voertuigen te maken en de verkopen in Verenigde Staten wordt gehinderd door de introductie van hoge invoertarieven door de Amerikaanse regering. Geely heeft veel geld geïnvesteerd in Lotus, maar ook in een nieuwe fabriek in het Chinese Wuhan. De fabriek in Hethel gaat mogelijk al in 2026 dicht.

## Modellen

### Oude modellen
- Lotus Seven
- Lotus Elite
- Lotus Elan
- Lotus Elan +2, + 2S en 130
- Lotus Europa
- Lotus Elite S1
- Lotus Eclat
- Lotus Esprit

- Lotus Excel
- Lotus Elise
- Lotus Exige
- Lotus Europa S
- Lotus 2-Eleven
- Lotus Evora
- Lotus Evora S
- Lotus Evora 400

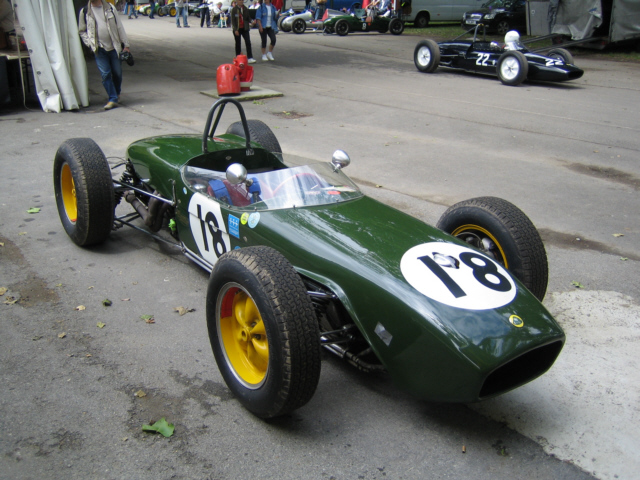
Lotus 18 en 18-21 Formule 2
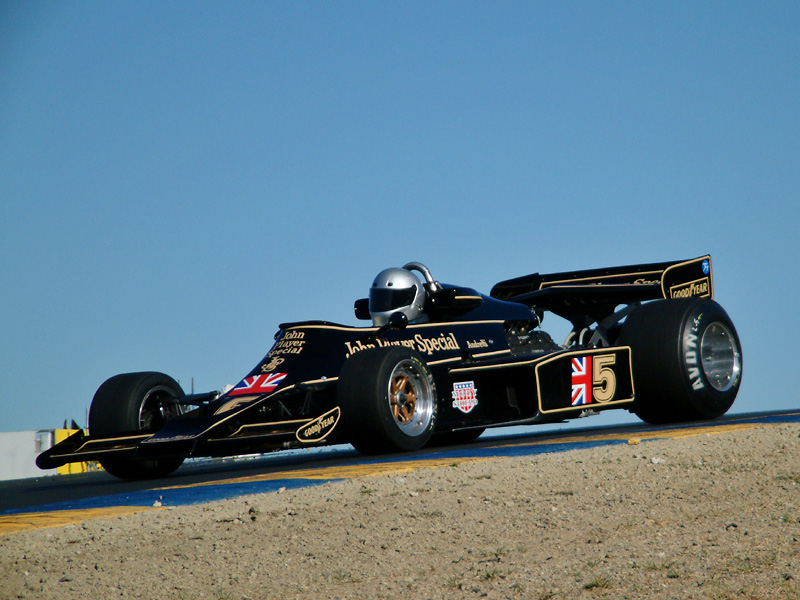
Lotus 77 ofwel John Player Special Mk II
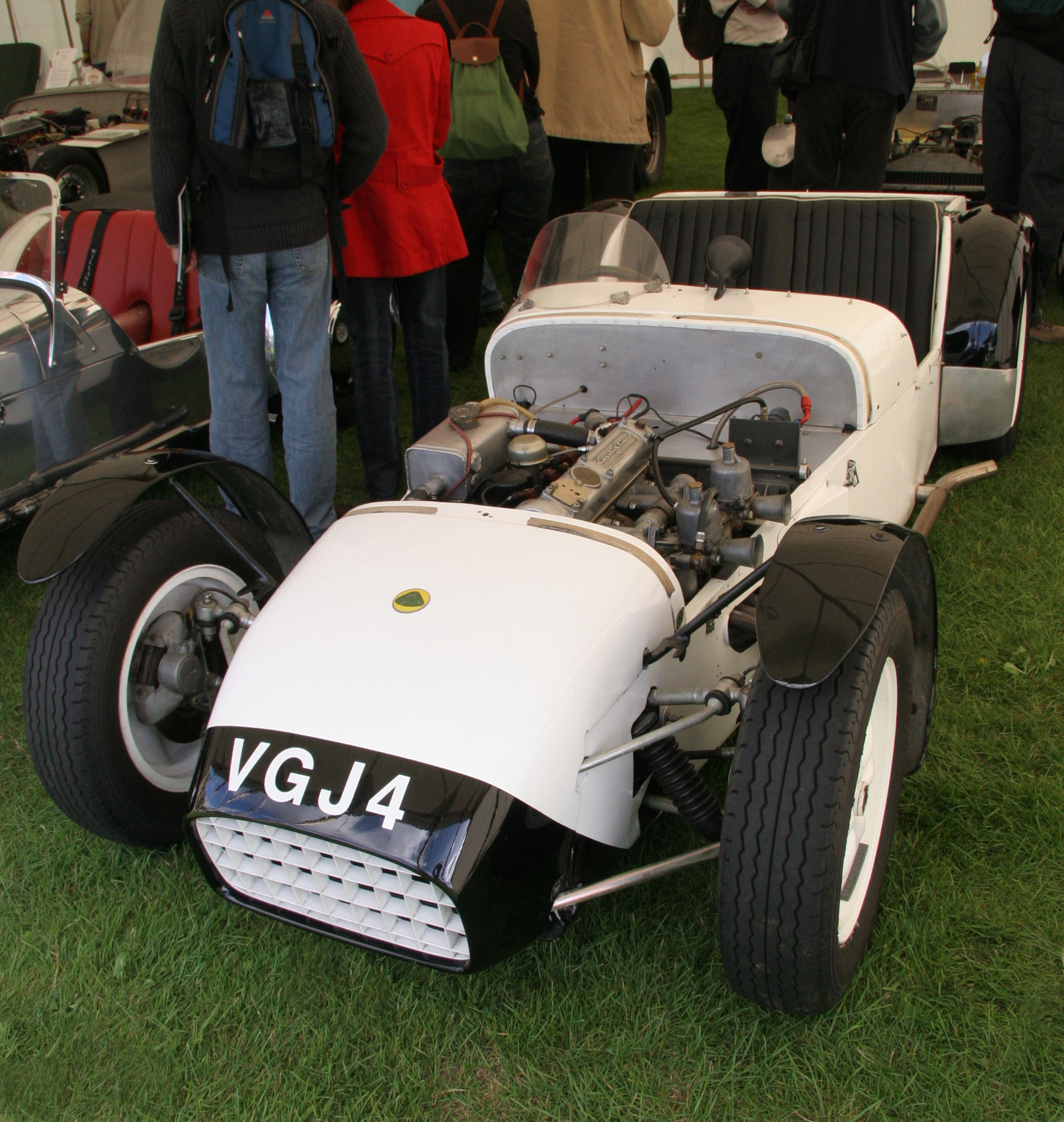
Een vroege Lotus Seven S1
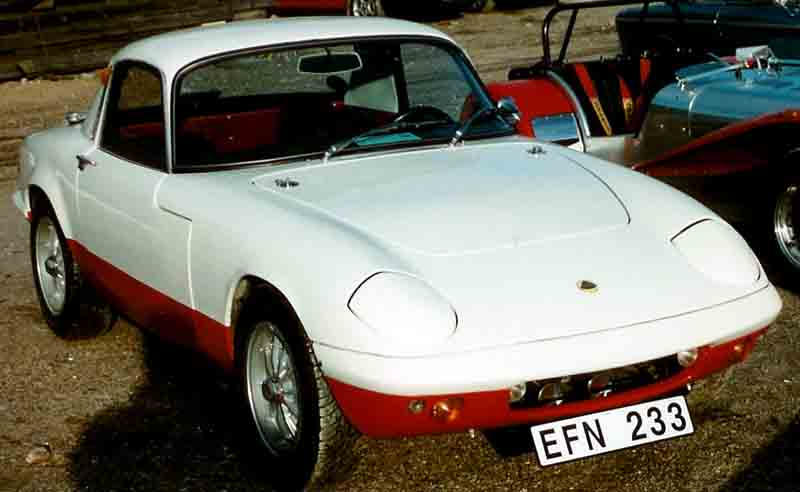
Lotus Elan
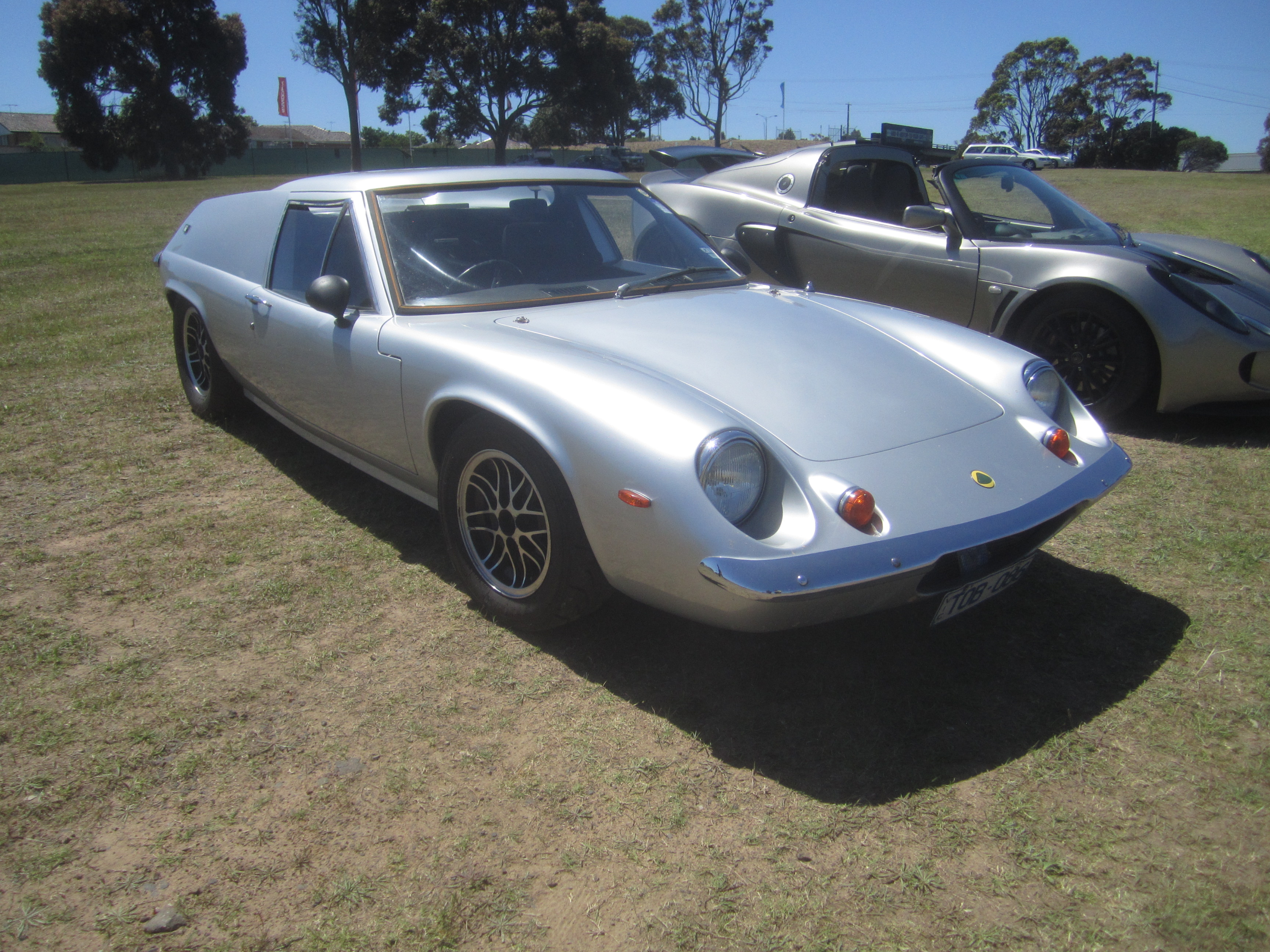
Lotus Europa
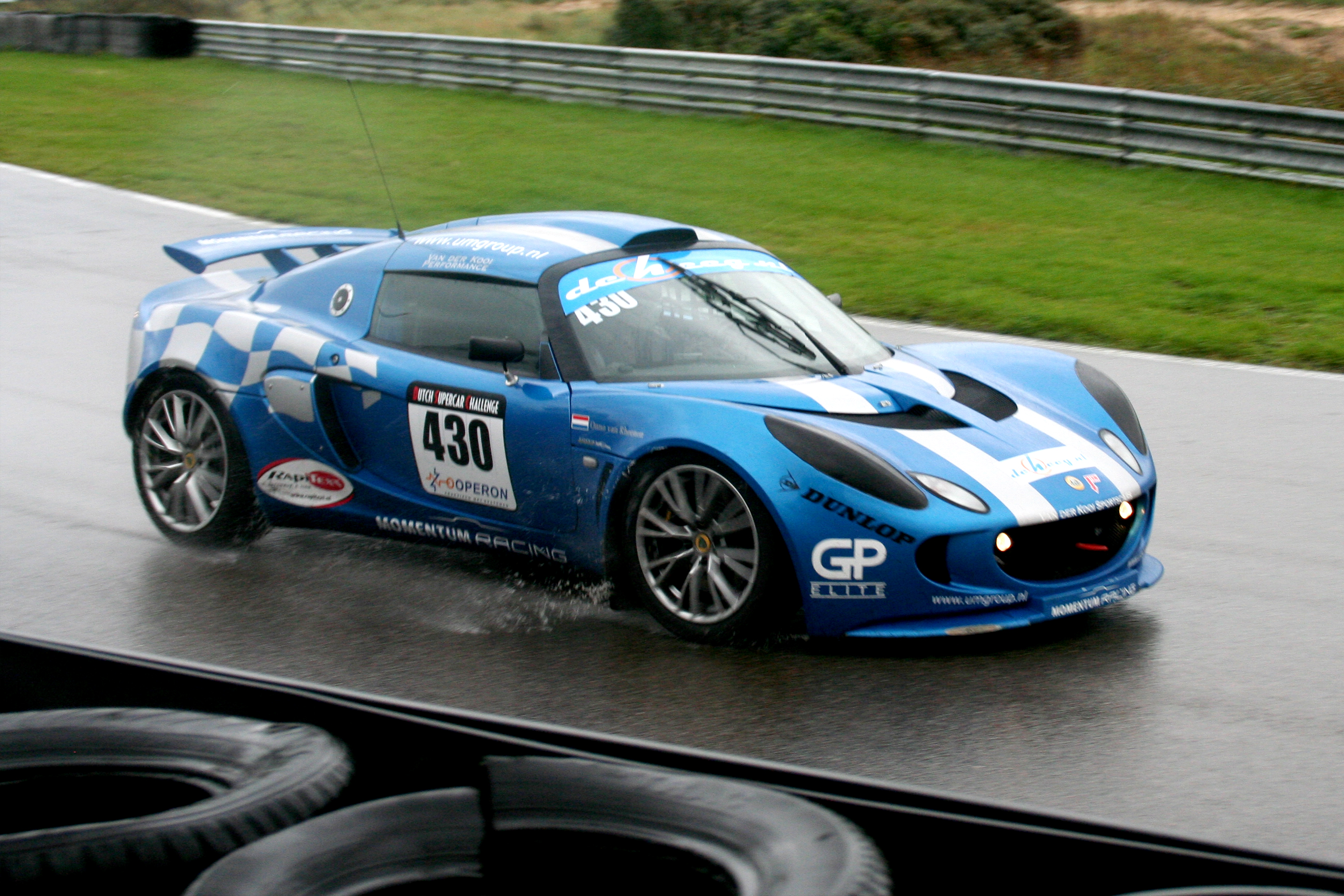
Lotus Exige
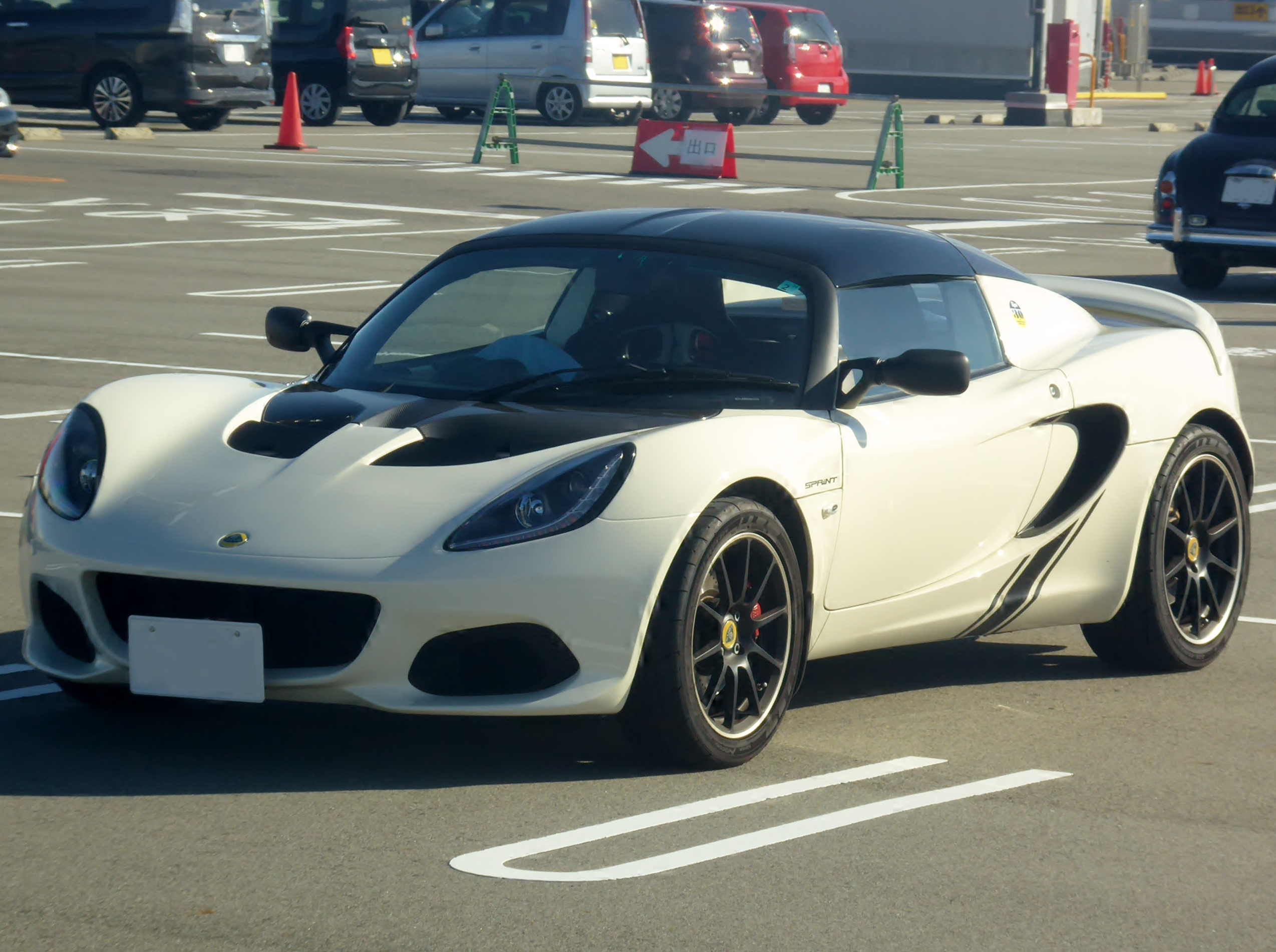
Lotus Elise
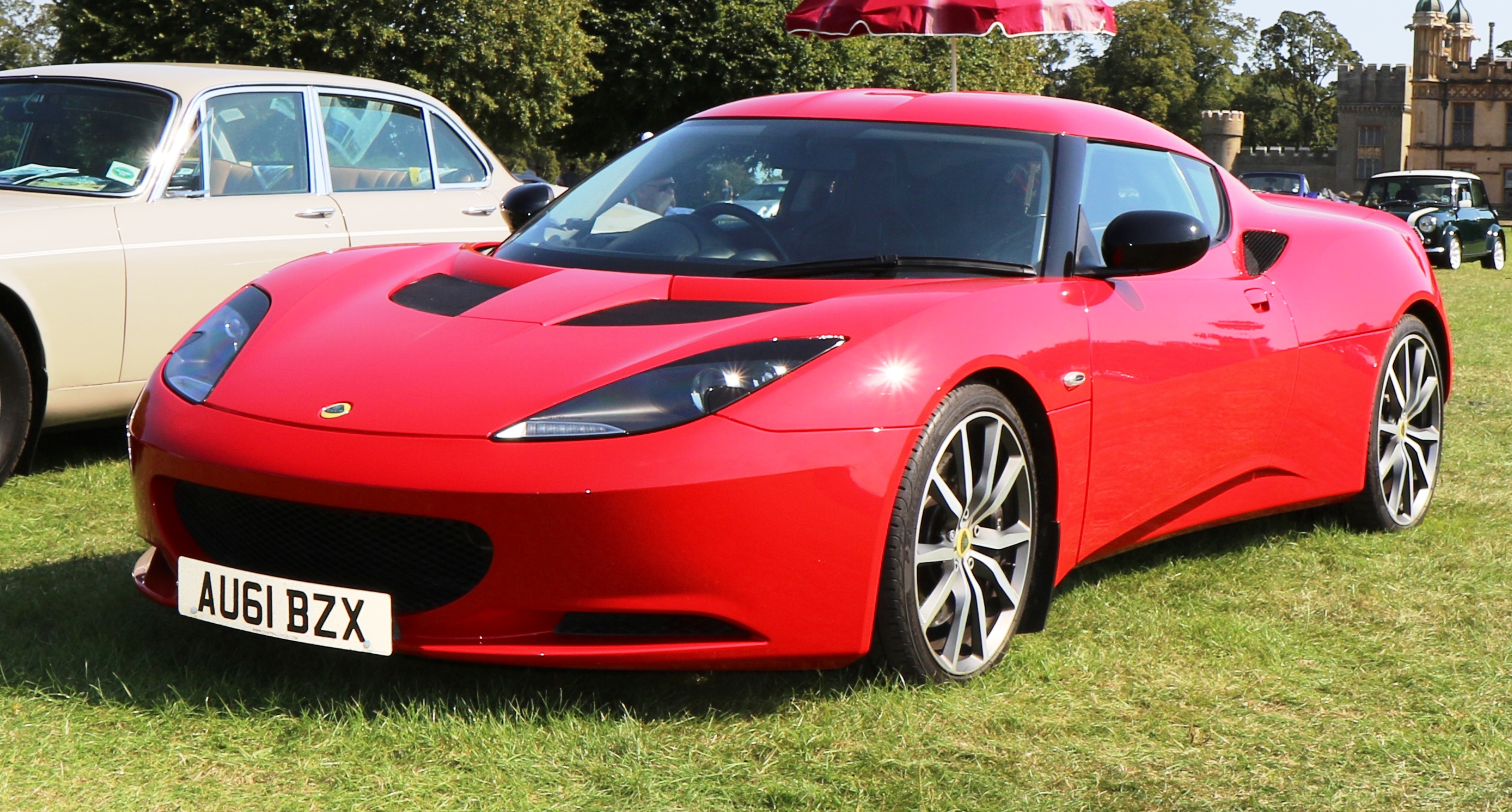
Lotus Evora S

### Nieuwe modellen

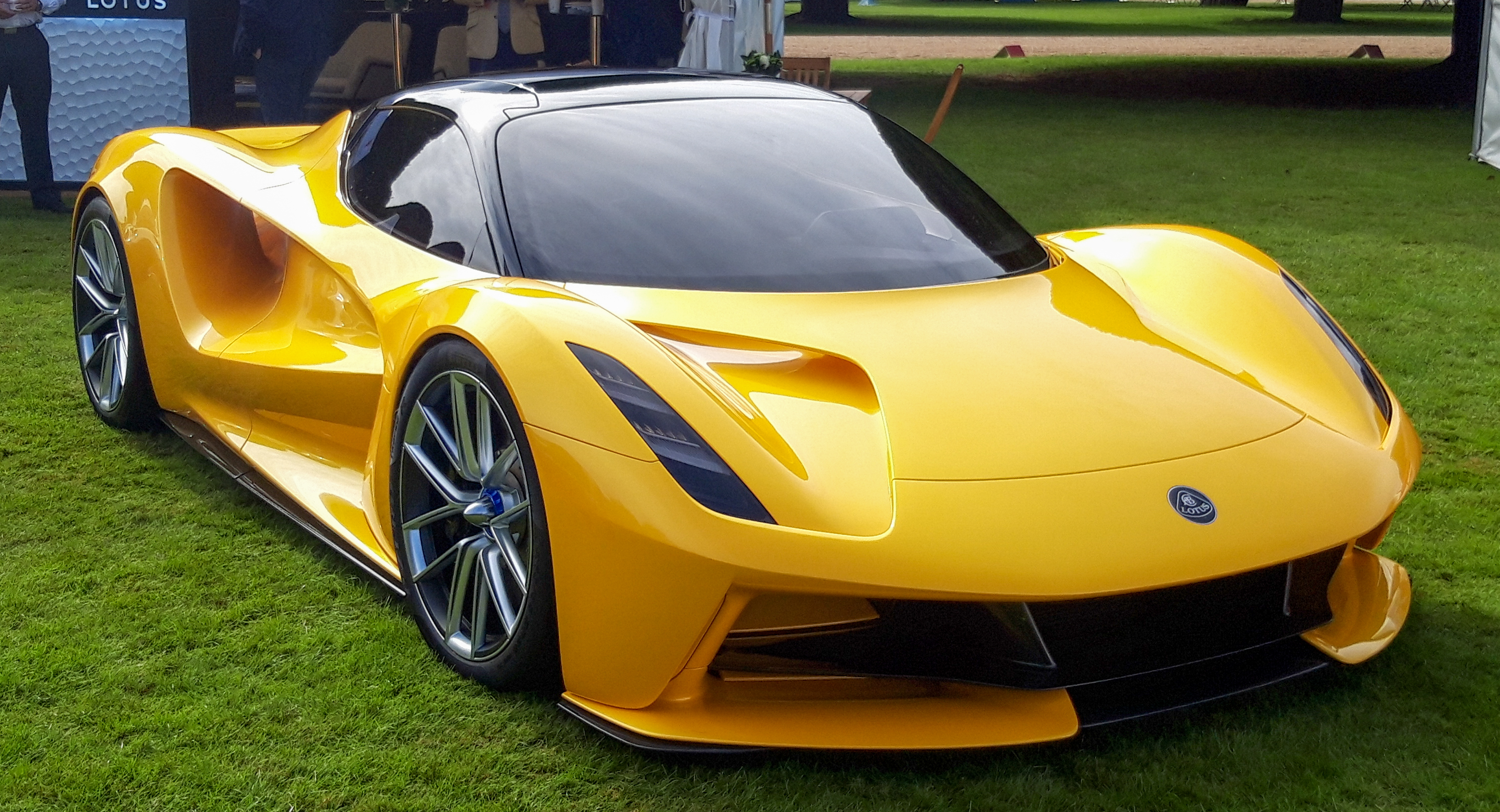
Lotus Evija
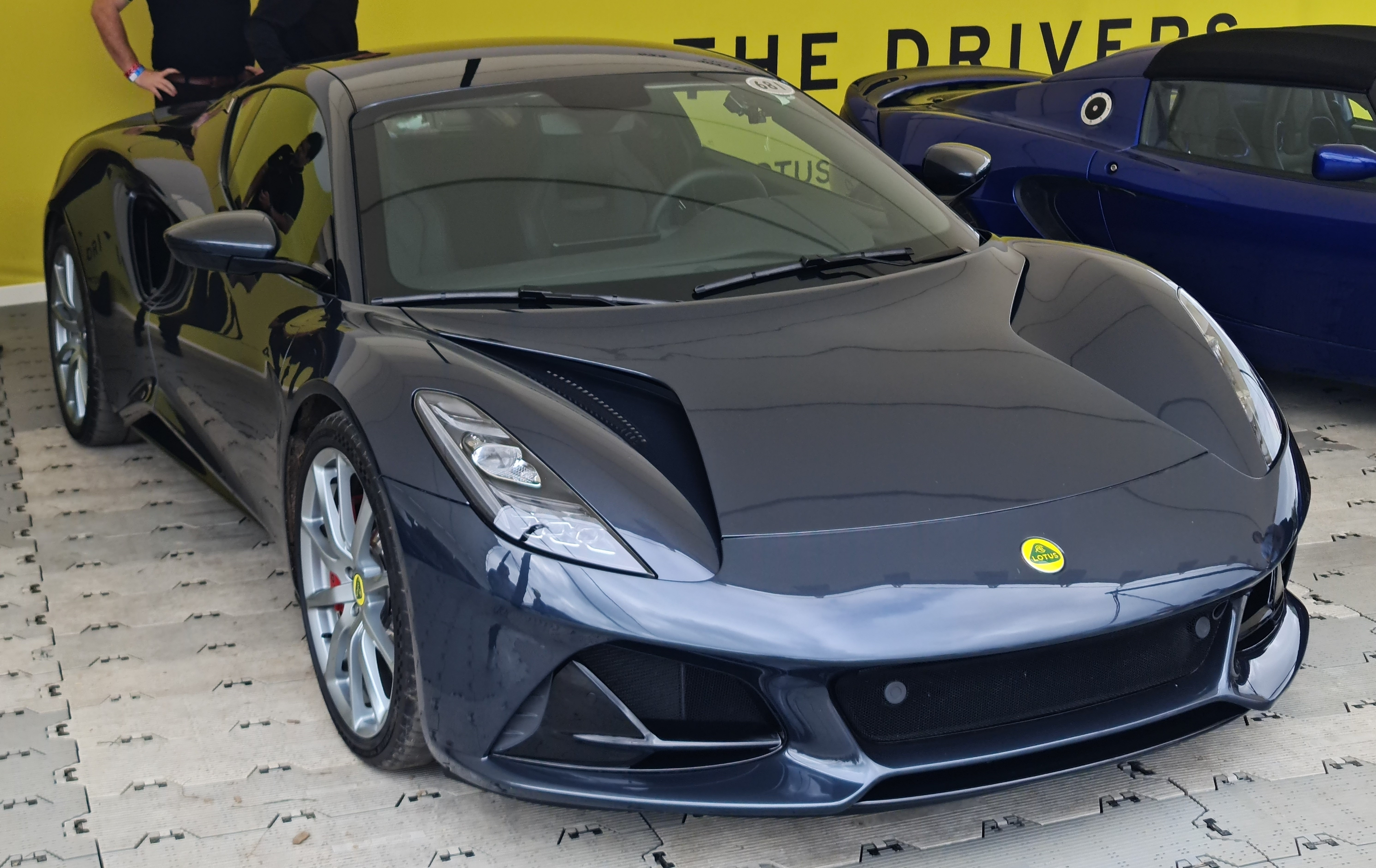
Lotus Emira
- Lotus Eletre
- Lotus Emeya

- Lotus Evija
- Lotus Emira

## Tijdlijn
| « vorig — Lotusmodellen van 1980 tot heden | « vorig — Lotusmodellen van 1980 tot heden | « vorig — Lotusmodellen van 1980 tot heden | « vorig — Lotusmodellen van 1980 tot heden | « vorig — Lotusmodellen van 1980 tot heden | « vorig — Lotusmodellen van 1980 tot heden | « vorig — Lotusmodellen van 1980 tot heden | « vorig — Lotusmodellen van 1980 tot heden | « vorig — Lotusmodellen van 1980 tot heden | « vorig — Lotusmodellen van 1980 tot heden | « vorig — Lotusmodellen van 1980 tot heden | « vorig — Lotusmodellen van 1980 tot heden | « vorig — Lotusmodellen van 1980 tot heden | « vorig — Lotusmodellen van 1980 tot heden | « vorig — Lotusmodellen van 1980 tot heden | « vorig — Lotusmodellen van 1980 tot heden | « vorig — Lotusmodellen van 1980 tot heden | « vorig — Lotusmodellen van 1980 tot heden | « vorig — Lotusmodellen van 1980 tot heden | « vorig — Lotusmodellen van 1980 tot heden | « vorig — Lotusmodellen van 1980 tot heden | « vorig — Lotusmodellen van 1980 tot heden | « vorig — Lotusmodellen van 1980 tot heden | « vorig — Lotusmodellen van 1980 tot heden | « vorig — Lotusmodellen van 1980 tot heden | « vorig — Lotusmodellen van 1980 tot heden | « vorig — Lotusmodellen van 1980 tot heden | « vorig — Lotusmodellen van 1980 tot heden | « vorig — Lotusmodellen van 1980 tot heden | « vorig — Lotusmodellen van 1980 tot heden | « vorig — Lotusmodellen van 1980 tot heden | « vorig — Lotusmodellen van 1980 tot heden | « vorig — Lotusmodellen van 1980 tot heden | « vorig — Lotusmodellen van 1980 tot heden | « vorig — Lotusmodellen van 1980 tot heden | « vorig — Lotusmodellen van 1980 tot heden | « vorig — Lotusmodellen van 1980 tot heden | « vorig — Lotusmodellen van 1980 tot heden | « vorig — Lotusmodellen van 1980 tot heden | « vorig — Lotusmodellen van 1980 tot heden | « vorig — Lotusmodellen van 1980 tot heden | « vorig — Lotusmodellen van 1980 tot heden | « vorig — Lotusmodellen van 1980 tot heden | « vorig — Lotusmodellen van 1980 tot heden | « vorig — Lotusmodellen van 1980 tot heden | « vorig — Lotusmodellen van 1980 tot heden | « vorig — Lotusmodellen van 1980 tot heden |
| ------------------------------------------ | ------------------------------------------ | ------------------------------------------ | ------------------------------------------ | ------------------------------------------ | ------------------------------------------ | ------------------------------------------ | ------------------------------------------ | ------------------------------------------ | ------------------------------------------ | ------------------------------------------ | ------------------------------------------ | ------------------------------------------ | ------------------------------------------ | ------------------------------------------ | ------------------------------------------ | ------------------------------------------ | ------------------------------------------ | ------------------------------------------ | ------------------------------------------ | ------------------------------------------ | ------------------------------------------ | ------------------------------------------ | ------------------------------------------ | ------------------------------------------ | ------------------------------------------ | ------------------------------------------ | ------------------------------------------ | ------------------------------------------ | ------------------------------------------ | ------------------------------------------ | ------------------------------------------ | ------------------------------------------ | ------------------------------------------ | ------------------------------------------ | ------------------------------------------ | ------------------------------------------ | ------------------------------------------ | ------------------------------------------ | ------------------------------------------ | ------------------------------------------ | ------------------------------------------ | ------------------------------------------ | ------------------------------------------ | ------------------------------------------ | ------------------------------------------ | ------------------------------------------ |
| Type                                       | 1980                                       | 1980                                       | 1980                                       | 1980                                       | 1980                                       | 1980                                       | 1980                                       | 1980                                       | 1980                                       | 1980                                       | 1990                                       | 1990                                       | 1990                                       | 1990                                       | 1990                                       | 1990                                       | 1990                                       | 1990                                       | 1990                                       | 1990                                       | 2000                                       | 2000                                       | 2000                                       | 2000                                       | 2000                                       | 2000                                       | 2000                                       | 2000                                       | 2000                                       | 2000                                       | 2010                                       | 2010                                       | 2010                                       | 2010                                       | 2010                                       | 2010                                       | 2010                                       | 2010                                       | 2010                                       | 2010                                       | 2020                                       | 2020                                       | 2020                                       | 2020                                       | 2020                                       | 2020                                       |
| Type                                       | 0                                          | 1                                          | 2                                          | 3                                          | 4                                          | 5                                          | 6                                          | 7                                          | 8                                          | 9                                          | 0                                          | 1                                          | 2                                          | 3                                          | 4                                          | 5                                          | 6                                          | 7                                          | 8                                          | 9                                          | 0                                          | 1                                          | 2                                          | 3                                          | 4                                          | 5                                          | 6                                          | 7                                          | 8                                          | 9                                          | 0                                          | 1                                          | 2                                          | 3                                          | 4                                          | 5                                          | 6                                          | 7                                          | 8                                          | 9                                          | 0                                          | 1                                          | 2                                          | 3                                          | 4                                          | 5                                          |
| Hogere middenklasse                        |                                            |                                            |                                            |                                            |                                            |                                            |                                            |                                            |                                            |                                            | Opel Lotus Omega                           | Opel Lotus Omega                           | Opel Lotus Omega                           |                                            |                                            |                                            |                                            |                                            |                                            |                                            |                                            |                                            |                                            |                                            |                                            |                                            |                                            |                                            |                                            |                                            |                                            |                                            |                                            |                                            |                                            |                                            |                                            |                                            |                                            |                                            |                                            |                                            |                                            |                                            | Emeya                                      | Emeya                                      |
| GT                                         | Esprit                                     | Esprit                                     | Esprit                                     | Esprit                                     | Esprit                                     | Esprit                                     | Esprit                                     | Esprit                                     | Esprit                                     | Esprit                                     | Esprit                                     | Esprit                                     | Esprit                                     | Esprit                                     | Esprit                                     | Esprit                                     | Esprit                                     | Esprit                                     | Esprit                                     | Esprit                                     | Esprit                                     | Esprit                                     | Esprit                                     | Esprit                                     | Esprit                                     |                                            | Europa S                                   | Europa S                                   | Europa S                                   | Europa S                                   | Europa S                                   |                                            |                                            |                                            |                                            |                                            |                                            |                                            |                                            |                                            |                                            |                                            |                                            |                                            |                                            |                                            |
| Coupé                                      | Elite Type 75/83                           | Elite Type 75/83                           | Elite Type 75/83                           |                                            |                                            |                                            |                                            |                                            |                                            |                                            |                                            |                                            |                                            |                                            |                                            |                                            |                                            |                                            |                                            |                                            |                                            |                                            |                                            |                                            |                                            |                                            |                                            |                                            |                                            |                                            |                                            |                                            |                                            |                                            |                                            |                                            |                                            |                                            |                                            |                                            |                                            |                                            |                                            |                                            |                                            |                                            |
| Coupé                                      |                                            |                                            |                                            |                                            |                                            |                                            |                                            |                                            |                                            |                                            |                                            |                                            |                                            |                                            |                                            |                                            |                                            |                                            |                                            |                                            | Exige S1                                   | Exige S1                                   | Exige S1                                   | Exige S1                                   | Exige S2                                   | Exige S2                                   | Exige S2                                   | Exige S2                                   | Exige S2                                   | Exige S2                                   | Exige S2                                   | Exige S2                                   | Exige S3                                   | Exige S3                                   | Exige S3                                   | Exige S3                                   | Exige S3                                   | Exige S3                                   | Exige S3                                   | Exige S3                                   | Exige S3                                   | Exige S3                                   | Emira                                      | Emira                                      | Emira                                      | Emira                                      |
| Coupé                                      |                                            |                                            |                                            |                                            |                                            |                                            |                                            |                                            |                                            |                                            |                                            |                                            |                                            |                                            |                                            |                                            |                                            |                                            |                                            |                                            |                                            |                                            |                                            |                                            |                                            |                                            |                                            |                                            | Evora                                      |                                            |                                            |                                            |                                            |                                            |                                            |                                            |                                            |                                            |                                            |                                            |                                            |                                            | Emira                                      | Emira                                      | Emira                                      | Emira                                      |
| Roadster                                   |                                            |                                            |                                            |                                            |                                            |                                            |                                            |                                            |                                            | Elan M100                                  | Elan M100                                  | Elan M100                                  | Elan M100                                  |                                            |                                            |                                            | Elise S1                                   | Elise S1                                   | Elise S1                                   | Elise S1                                   | Elise S1                                   | Elise S2                                   | Elise S2                                   | Elise S2                                   | Elise S2                                   | Elise S2                                   | Elise S2                                   | Elise S2                                   | Elise S2                                   | Elise S2                                   | Elise S3                                   | Elise S3                                   | Elise S3                                   | Elise S3                                   | Elise S3                                   | Elise S3                                   | Elise S3                                   | Elise S3                                   | Elise S3                                   | Elise S3                                   | Elise S3                                   | Elise S3                                   | Emira                                      | Emira                                      | Emira                                      | Emira                                      |
| Sportwagen                                 | Eclat                                      | Eclat                                      | Eclat                                      | Excel                                      | Excel                                      | Excel                                      | Excel                                      | Excel                                      | Excel                                      | Excel                                      | Excel                                      | Excel                                      | Excel                                      |                                            |                                            |                                            |                                            |                                            |                                            |                                            |                                            |                                            |                                            |                                            |                                            |                                            |                                            |                                            |                                            |                                            |                                            |                                            |                                            |                                            |                                            |                                            |                                            |                                            |                                            |                                            |                                            | Evija                                      | Evija                                      | Evija                                      | Evija                                      | Evija                                      |
| Racewagen                                  |                                            |                                            |                                            |                                            |                                            |                                            |                                            |                                            |                                            |                                            |                                            |                                            |                                            |                                            |                                            |                                            |                                            |                                            |                                            |                                            | 340R                                       |                                            |                                            |                                            |                                            |                                            |                                            | 2-Eleven                                   | 2-Eleven                                   | 2-Eleven                                   | 2-Eleven                                   | 2-Eleven                                   |                                            |                                            |                                            |                                            | 3-Eleven                                   | 3-Eleven                                   | 3-Eleven                                   | 3-Eleven                                   |                                            |                                            |                                            |                                            | 66                                         |                                            |
| CUV                                        |                                            |                                            |                                            |                                            |                                            |                                            |                                            |                                            |                                            |                                            |                                            |                                            |                                            |                                            |                                            |                                            |                                            |                                            |                                            |                                            |                                            |                                            |                                            |                                            |                                            |                                            |                                            |                                            |                                            |                                            |                                            |                                            |                                            |                                            |                                            |                                            |                                            |                                            |                                            |                                            |                                            |                                            |                                            | Eletre                                     | Eletre                                     | Eletre                                     |
| Eigenaar                                   | Lotus Group                                | Lotus Group                                | Lotus Group                                | Lotus Group                                | Lotus Group                                | Lotus Group                                | General Motors                             | General Motors                             | General Motors                             | General Motors                             | General Motors                             | General Motors                             | General Motors                             | Romano Artoli                              | Romano Artoli                              | Romano Artoli                              | Proton                                     | Proton                                     | Proton                                     | Proton                                     | Proton                                     | Proton                                     | Proton                                     | Proton                                     | Proton                                     | Proton                                     | Proton                                     | Proton                                     | Proton                                     | Proton                                     | Proton                                     | Proton                                     | DRB-HICOM                                  | DRB-HICOM                                  | DRB-HICOM                                  | DRB-HICOM                                  | DRB-HICOM                                  | Geely                                      | Geely                                      | Geely                                      | Geely                                      | Geely                                      | Geely                                      | Geely                                      | Geely                                      | Geely                                      |
| Legende                                    |                                            | elektrisch                                 | elektrisch                                 | elektrisch                                 | elektrisch                                 | elektrisch                                 | elektrisch                                 | elektrisch                                 | elektrisch                                 | elektrisch                                 | elektrisch                                 | elektrisch                                 | elektrisch                                 | elektrisch                                 | elektrisch                                 | elektrisch                                 | elektrisch                                 | elektrisch                                 | elektrisch                                 | elektrisch                                 | elektrisch                                 | elektrisch                                 | elektrisch                                 | elektrisch                                 | elektrisch                                 | elektrisch                                 | elektrisch                                 | elektrisch                                 | elektrisch                                 | elektrisch                                 | elektrisch                                 | elektrisch                                 | elektrisch                                 | elektrisch                                 | elektrisch                                 | elektrisch                                 | elektrisch                                 | elektrisch                                 | elektrisch                                 | elektrisch                                 | elektrisch                                 | elektrisch                                 | elektrisch                                 | elektrisch                                 | elektrisch                                 | elektrisch                                 |

| Lotusmodellen van 1945 tot 1980 — volgend » | Lotusmodellen van 1945 tot 1980 — volgend » | Lotusmodellen van 1945 tot 1980 — volgend » | Lotusmodellen van 1945 tot 1980 — volgend » | Lotusmodellen van 1945 tot 1980 — volgend » | Lotusmodellen van 1945 tot 1980 — volgend » | Lotusmodellen van 1945 tot 1980 — volgend » | Lotusmodellen van 1945 tot 1980 — volgend » | Lotusmodellen van 1945 tot 1980 — volgend » | Lotusmodellen van 1945 tot 1980 — volgend » | Lotusmodellen van 1945 tot 1980 — volgend » | Lotusmodellen van 1945 tot 1980 — volgend » | Lotusmodellen van 1945 tot 1980 — volgend » | Lotusmodellen van 1945 tot 1980 — volgend » | Lotusmodellen van 1945 tot 1980 — volgend » | Lotusmodellen van 1945 tot 1980 — volgend » | Lotusmodellen van 1945 tot 1980 — volgend » | Lotusmodellen van 1945 tot 1980 — volgend » | Lotusmodellen van 1945 tot 1980 — volgend » | Lotusmodellen van 1945 tot 1980 — volgend » | Lotusmodellen van 1945 tot 1980 — volgend » | Lotusmodellen van 1945 tot 1980 — volgend » | Lotusmodellen van 1945 tot 1980 — volgend » | Lotusmodellen van 1945 tot 1980 — volgend » | Lotusmodellen van 1945 tot 1980 — volgend » | Lotusmodellen van 1945 tot 1980 — volgend » | Lotusmodellen van 1945 tot 1980 — volgend » | Lotusmodellen van 1945 tot 1980 — volgend » | Lotusmodellen van 1945 tot 1980 — volgend » | Lotusmodellen van 1945 tot 1980 — volgend » | Lotusmodellen van 1945 tot 1980 — volgend » | Lotusmodellen van 1945 tot 1980 — volgend » | Lotusmodellen van 1945 tot 1980 — volgend » | Lotusmodellen van 1945 tot 1980 — volgend » | Lotusmodellen van 1945 tot 1980 — volgend » | Lotusmodellen van 1945 tot 1980 — volgend » | Lotusmodellen van 1945 tot 1980 — volgend » |
| ------------------------------------------- | ------------------------------------------- | ------------------------------------------- | ------------------------------------------- | ------------------------------------------- | ------------------------------------------- | ------------------------------------------- | ------------------------------------------- | ------------------------------------------- | ------------------------------------------- | ------------------------------------------- | ------------------------------------------- | ------------------------------------------- | ------------------------------------------- | ------------------------------------------- | ------------------------------------------- | ------------------------------------------- | ------------------------------------------- | ------------------------------------------- | ------------------------------------------- | ------------------------------------------- | ------------------------------------------- | ------------------------------------------- | ------------------------------------------- | ------------------------------------------- | ------------------------------------------- | ------------------------------------------- | ------------------------------------------- | ------------------------------------------- | ------------------------------------------- | ------------------------------------------- | ------------------------------------------- | ------------------------------------------- | ------------------------------------------- | ------------------------------------------- | ------------------------------------------- | ------------------------------------------- |
| Type                                        | 1940                                        | 1940                                        | 1940                                        | 1940                                        | 1940                                        | 1950                                        | 1950                                        | 1950                                        | 1950                                        | 1950                                        | 1950                                        | 1950                                        | 1950                                        | 1950                                        | 1950                                        | 1960                                        | 1960                                        | 1960                                        | 1960                                        | 1960                                        | 1960                                        | 1960                                        | 1960                                        | 1960                                        | 1960                                        | 1970                                        | 1970                                        | 1970                                        | 1970                                        | 1970                                        | 1970                                        | 1970                                        | 1970                                        | 1970                                        | 1970                                        |                                             |
| Type                                        | 5                                           | 6                                           | 7                                           | 8                                           | 9                                           | 0                                           | 1                                           | 2                                           | 3                                           | 4                                           | 5                                           | 6                                           | 7                                           | 8                                           | 9                                           | 0                                           | 1                                           | 2                                           | 3                                           | 4                                           | 5                                           | 6                                           | 7                                           | 8                                           | 9                                           | 0                                           | 1                                           | 2                                           | 3                                           | 4                                           | 5                                           | 6                                           | 7                                           | 8                                           | 9                                           |                                             |
| Middenklasse                                |                                             |                                             |                                             |                                             |                                             |                                             |                                             |                                             |                                             |                                             |                                             |                                             |                                             |                                             |                                             |                                             |                                             |                                             | Ford Cortina Lotus                          | Ford Cortina Lotus                          | Ford Cortina Lotus                          | Ford Cortina Lotus                          | Ford Cortina Lotus                          | Ford Cortina Lotus                          | Ford Cortina Lotus                          | Ford Cortina Lotus                          |                                             |                                             |                                             |                                             |                                             |                                             |                                             |                                             |                                             |                                             |
| GT                                          |                                             |                                             |                                             |                                             |                                             |                                             |                                             |                                             |                                             |                                             |                                             |                                             |                                             |                                             |                                             |                                             |                                             |                                             |                                             |                                             |                                             | Europa                                      | Europa                                      | Europa                                      | Europa                                      | Europa                                      | Europa                                      | Europa                                      | Europa                                      | Europa                                      | Europa                                      | Esprit                                      | Esprit                                      | Esprit                                      | Esprit                                      |                                             |
| Coupé                                       |                                             |                                             |                                             |                                             |                                             |                                             |                                             |                                             |                                             |                                             |                                             |                                             |                                             | Elite Type 14                               | Elite Type 14                               | Elite Type 14                               | Elite Type 14                               | Elite Type 14                               | Elite Type 14                               |                                             | Elan                                        | Elan                                        | Elan                                        | Elan                                        | Elan                                        | Elan                                        | Elan                                        | Elan                                        | Elan                                        | Elite Type 75/83                            | Elite Type 75/83                            | Elite Type 75/83                            | Elite Type 75/83                            | Elite Type 75/83                            | Elite Type 75/83                            |                                             |
| Coupé                                       |                                             |                                             |                                             |                                             |                                             |                                             |                                             |                                             |                                             |                                             |                                             |                                             |                                             |                                             |                                             |                                             |                                             |                                             |                                             |                                             |                                             | Elan +2                                     |                                             |                                             |                                             |                                             |                                             |                                             |                                             |                                             |                                             |                                             |                                             |                                             |                                             |                                             |
| Roadster                                    |                                             |                                             |                                             |                                             |                                             |                                             |                                             |                                             |                                             |                                             |                                             |                                             |                                             |                                             |                                             |                                             |                                             | Elan                                        | Elan                                        | Elan                                        | Elan                                        | Elan                                        | Elan                                        | Elan                                        | Elan                                        | Elan                                        | Elan                                        | Elan                                        | Elan                                        |                                             |                                             |                                             |                                             |                                             |                                             |                                             |
| Sportwagen                                  |                                             |                                             |                                             |                                             |                                             |                                             |                                             |                                             |                                             |                                             |                                             |                                             |                                             |                                             |                                             |                                             |                                             |                                             |                                             |                                             |                                             |                                             |                                             |                                             |                                             |                                             |                                             |                                             |                                             | Eclat                                       | Eclat                                       | Eclat                                       | Eclat                                       | Eclat                                       | Eclat                                       |                                             |
| Racewagen                                   |                                             |                                             |                                             |                                             |                                             |                                             |                                             | Mark VI                                     | Mark VI                                     | Mark VI                                     | Mark VI                                     | Mark VI                                     | Seven                                       | Seven                                       | Seven                                       | Seven                                       | Seven                                       | Seven                                       | Seven                                       | Seven                                       | Seven                                       | Seven                                       | Seven                                       | Seven                                       | Seven                                       | Seven                                       | Seven                                       | Seven                                       |                                             |                                             |                                             |                                             |                                             |                                             |                                             |                                             |
| Eigenaar                                    |                                             |                                             |                                             |                                             |                                             |                                             |                                             | Lotus Engineering                           | Lotus Engineering                           | Lotus Engineering                           | Lotus Engineering                           | Lotus Engineering                           | Lotus Engineering                           | Lotus Engineering                           | Lotus Group                                 | Lotus Group                                 | Lotus Group                                 | Lotus Group                                 | Lotus Group                                 | Lotus Group                                 | Lotus Group                                 | Lotus Group                                 | Lotus Group                                 | Lotus Group                                 | Lotus Group                                 | Lotus Group                                 | Lotus Group                                 | Lotus Group                                 | Lotus Group                                 | Lotus Group                                 | Lotus Group                                 | Lotus Group                                 | Lotus Group                                 | Lotus Group                                 | Lotus Group                                 |                                             |